# HMS Fleur de Lys (K122)
HMS Fleur de Lys (K122) je bila korveta razreda flower Kraljeve vojne mornarice, ki je bila operativna med drugo svetovno vojno.

## Zgodovina
Splovljena je bila kot La Dieppoise za Francosko vojno mornarico; po kapitulaciji Francije je bila dokončana za Kraljevo vojno mornarico. Ladjo je torpedirala in potopila nemška podmornica U-206 zahodno od Gibraltarja; potopitev so preživeli le trije člani posadke.